# فارگوفو
فارگوفو (به بلغاری: Fargovo) روستایی در بلغارستان است که در شهرستان ساتووچا واقع شده‌است. فارگوفو ۱۱٫۸۷۱ کیلومتر مربع مساحت و ۴۷۳ نفر جمعیت دارد و ۱٬۰۳۶ متر بالاتر از سطح دریا واقع شده‌است.